# Aglientu
Aglientu (sardinsky: Santu Francìscu di l'Aglièntu) je italská obec (comune) v provincii Sassari v regionu Sardinie. Nachází se ve výšce 420 metrů nad mořem a má přibližně 1 200 obyvatel. Rozloha obce je 148,19 km².